# Tókaidó-vasútvonal
A Tókaidó-vasútvonal egy 1067 mm-es nyomtávolságú, 1500 volt egyenárammal villamosított, kétvágányú, 589,5 km hosszúságú vasútvonal Japánban.

## Története
A Tókaidó útvonal a nevét a Kanszai régiót (Kiotó, Oszaka) a Kantó régióval (Tokió, korábban Edo) a Tókai régión (beleértve Nagoját) keresztül összekötő ősi útról kapta. Szó szerint ez volt a Tókai út, vagyis a Tókain átvezető út. A Tókaidó vonal nem követi pontosan a régi utat, mivel az Nagojánál a Mie prefektúra partvidéke felé ágazik el; ahhoz, hogy vonattal kövessük, a Kanszai fővonalat és a Kuszacu vonalat kellene követni Nagojától Kuszacuig. Japán legnagyobb népességű központjai ezen az útvonalon találhatók: Tokió, Jokohama, Nagoja, Kiotó, Oszaka és Kóbe. Ezek a központok egyre meghatározóbb szerepet töltenek be az ország kormányzati, pénzügyi, gyártási és kulturális életében.
Történelmileg a japán vasúttervezők egyik első prioritása az volt, hogy Tokióból a Kanszai régióba építsenek egy vonalat, amely vagy a Tókaidó útvonalat, vagy az északi Nakaszendó útvonalat követi. Ez a döntés a regionális igények kielégítésével megoldatlan maradt. Az első japán vasútvonal a Sinbasitól a jokohamai Szakuragicsóig tartó vonal volt, amely 1872-ben nyílt meg; a mai Tókaidó fővonal egy másik szakasza, a Kiotó és Kóbe közötti vonal 1877-ben nyílt meg.
1883-ban a kormány a Nakaszendó útvonal mellett döntött, és több szakasz építése is megkezdődött (köztük a mai Takaszaki vonal). A Nakaszendó tervnek megfelelően vasútvonalakat nyitottak Ógaki és Nagahama (1884), valamint Nagoja és Kiszogava (1886) között. Azonban 1886-ra világossá vált, hogy a Tókaidó útvonal praktikusabb lenne, ezért a Nakaszendó tervet elvetették.
A Kiszogava és Ógaki, Jokohama és Kózu, valamint Hamamacu és Óbu közötti vonalak 1887-ben készültek el, és az első Tokió és Kóbe közötti vonal 1889-ben készült el, amikor Kózut és Hamamacut a mai Gotemba Line folyosón keresztül összekötötték, és az utolsó szakaszokat Kaszumigahara és Ócu között fejezték be. Abban az időben mindkét irányban naponta egy Tokió-Kóbe vonat közlekedett, ami mindkét irányban több mint 20 órát vett igénybe.
A "Tókaidó vonal" nevet 1895-ben hivatalosan is elfogadták. 1895 októberében, a kínai-japán háborút követően, a Szanjó-vasútvonal (ma Szanjó-fővonal) felé indult meg az átmenő forgalom. A Tokió és Kóbe közötti gyorsjárat 1896-ban, a hálókocsi-szolgáltatás 1900-ban, az étkezőkocsi-szolgáltatás pedig 1901-ben indult meg.
1906-ban az összes magánkézben lévő fővonalat államosították az újonnan létrehozott Japán Császári Vasút keretében, amelynek hálózata akkoriban valamivel több mint 7000 km volt. Az összes tehervagonon 1926-ban automata kapcsolókat vezettek be. 1930-ban bevezették az első Cubame ("fecske") expresszvonatot, amely kilenc órára csökkentette a Tokió és Kóbe közötti utazási időt - ez jelentős csökkenés volt az 1889-es húsz, illetve az 1903-as tizenöt órás utazási időhöz képest.
Az infrastrukturális fejlesztések közé tartozott a kétvágányú pálya befejezése ezen az útvonalon 1913-ban, valamint a 7,8 km hosszú Tanna-alagút megnyitása, amely lerövidítette az útvonalat az Atami és Numazu közötti hegyek megkerülésének elhagyásával. Ez volt az utolsó jelentős változás az útvonal vonalvezetésében.
Az 1950-es évek elejére a Tókaidó-vonal Japán fő közlekedési ütőerévé vált. Bár hosszát tekintve csak a vasúti rendszer 3 százalékát tette ki, a JNR utasforgalmának 24 százalékát, teherforgalmának 23 százalékát szállította, és a növekedés üteme nagyobb volt, mint bármely más vonalé az országban. 1956-ra befejeződött a villamosítás a Tokió-Oszaka szakaszon, és az új Kodama vonatok bevezetésével a menetidő hat és fél órára csökkent. A vonal annyira népszerűvé vált, hogy a jegyek rendszeresen az árusítást követő tíz percen belül elfogytak, egy hónappal az utazás időpontja előtt.
A Tókaidó-fővonal kapacitáskorlátjai már a második világháború előtt egyértelműek voltak, és 1940-ben megkezdődtek a munkálatok egy új, 1435 mm-es, normál nyomtávú nagysebességű vasútvonal építésén. A Tokió, Nagoja és Oszaka közötti helyközi személyforgalom nagyrészt a Tókaidó Sinkanszenre tevődött át, miután 1964-ben elkészült. Azóta a Tókaidó-fővonalat az ingázók és a teherszállító vonatok használják, és csak nagyon kis számú távolsági személyvonatot szolgál ki (főként éjszakai és hálókocsis járatokat).
Az 1995. január 17-i Hansin földrengést követően a vonalat Takacuki és Kóbe között leállították, egyes szakaszai április 1-jéig járhatatlanok maradtak.